# 산 파블로 (영화)
《산 파블로》(영어: The Sand Pebbles)는 미국에서 제작된 1966년 서사 전쟁 영화이다. 로버트 와이즈가 연출과 제작을 맡고, 스티브 매퀸 등이 출연하였다.
이 영화는 상업적인 성공을 거두었으며, 비평가들로부터 좋은 평가를 받았다. 1967년 제39회 아카데미상에서 8개 부문에 후보로 지명되었다.

## 출연진
- 스티브 매퀸
- 리처드 애튼버러
- 리처드 크레나
- 캔디스 버건
- 마코
- 래리 게이츠
- 사이먼 오클랜드
- 포드 레이니
- 조 터켈
- 개빈 매클라우드
- 바니 필립스
- 폴 친페이
- 뷸라 궈
- 제임스 홍

## 기타 제작진
- 협력 제작: 찰스 매과이어
- 미술: 보리스 레벤
- 의상: 러네이

## 같이 보기
- 연안해군
- 포함외교